# ТЕС Белаван (Berkat Bima Sentana)
3°46′16″ пд. ш. 98°40′1″ сх. д. / 3.77111° пд. ш. 98.66694° сх. д.
ТЕС Белаван (Berkat Bima Sentana) – теплова електростанція на заході індонезійського острова Суматра, створена компанією PT Berkat Bima Sentana. 
Ще з 1980-х років у порту Белаван працювала теплоелектростанція державної корпорації Perusahaan Listrik Negara (PLN). На початку 21 століття на тлі дефіциту генеруючих потужностей PLN почала укладати угоди про закупівлю електроенергії з приватними інвесторами, які зазвичай розміщували свої об’єкти поряд зі вже існуючою інфраструктурою. Так, в 2014 році біч-о-біч з майданчиком ТЕС Белаван ввели в дію ТЕС компанії Berkat Bima Sentana потужністю 170 МВт, яка мала 12 генераторних установок на основі двигунів внутрішнього згоряння – 8 MAN 9L58-64 потужністю по 11,6 МВт та 4 MAN 18V48-60TS з показниками по 19,3 МВт. 
Як паливо станція спершу використовувала нафтопродукти, оскільки ресурсу, який надходив по газопроводах Пангкалан-Брандан – Вампу – Белаван було недостатньо навіть для ТЕС Белаван. Втім, за умови збільшення постачання блакитного палива розраховували перевести на нього і установки від Berkat Bima Sentana. При цьому вже у 2015-му став до ладу газопровід Арун – Белаван.
Видача продукції відбувається по ЛЕП, розрахованій на роботу під напругою 150 кВ.